# Psaume 46 (45)

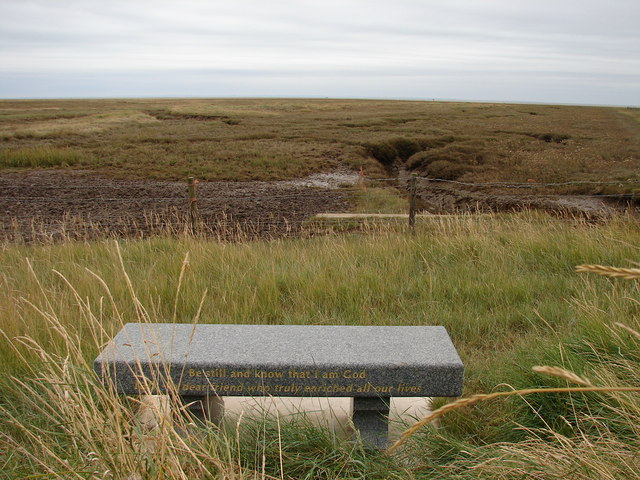
Le verset 10 du psaume 46, sur un mémorial à Charles Massey, au Royaume-Uni : Be still and know that I am God.

Le psaume 46 (45 selon la numérotation grecque) est attribué aux fils de Coré.

## Texte
| verset | original hébreu                                                | traduction française de Louis Segond                                                                                       | Vulgate latine                                                                                  |
| ------ | -------------------------------------------------------------- | --- | ----------------------------------------------------------------------------------------------- |
| 1      | לַמְנַצֵּחַ לִבְנֵי-קֹרַח-- עַל-עֲלָמוֹת שִׁיר                                  | [Au chef des chantres. Des fils de Koré. Sur alamoth. Cantique.]                                                           | [In finem pro filiis Core pro arcanis psalmus]                                                  |
| 2      | אֱלֹהִים לָנוּ, מַחֲסֶה וָעֹז; עֶזְרָה בְצָרוֹת, נִמְצָא מְאֹד                      | Dieu est pour nous un refuge et un appui, un secours qui ne manque jamais dans la détresse.                                | Deus noster refugium et virtus adjutor in tribulationibus quæ invenerunt nos nimis              |
| 3      | עַל-כֵּן לֹא-נִירָא, בְּהָמִיר אָרֶץ; וּבְמוֹט הָרִים, בְּלֵב יַמִּים                 | C’est pourquoi nous sommes sans crainte quand la terre est bouleversée, et que les montagnes chancellent au cœur des mers, | Propterea non timebimus dum turbabitur terra et transferentur montes in cor maris               |
| 4      | יֶהֱמוּ יֶחְמְרוּ מֵימָיו; יִרְעֲשׁוּ הָרִים בְּגַאֲוָתוֹ סֶלָה                        | Quand les flots de la mer mugissent, écument, se soulèvent jusqu’à faire trembler les montagnes. [Pause]                   | sonaverunt et turbatæ sunt aquæ eorum conturbati sunt montes in fortitudine ejus [diapsalma]    |
| 5      | נָהָר--פְּלָגָיו, יְשַׂמְּחוּ עִיר-אֱלֹהִים; קְדֹשׁ, מִשְׁכְּנֵי עֶלְיוֹן                  | Il est un fleuve dont les courants réjouissent la cité de Dieu : le Très-Haut a sanctifié son tabernacle.                  | Fluminis impetus lætificat civitatem Dei sanctificavit tabernaculum suum Altissimus             |
| 6      | אֱלֹהִים בְּקִרְבָּהּ, בַּל-תִּמּוֹט; יַעְזְרֶהָ אֱלֹהִים, לִפְנוֹת בֹּקֶר                   | Dieu est au milieu d’elle : elle n’est point ébranlée ; Dieu la secourt dès l’aube du matin.                               | Deus in medio ejus non commovebitur adjuvabit eam Deus mane diluculo                            |
| 7      | הָמוּ גוֹיִם, מָטוּ מַמְלָכוֹת; נָתַן בְּקוֹלוֹ, תָּמוּג אָרֶץ                      | Des nations s’agitent, des royaumes s’ébranlent ; il fait entendre sa voix : la terre se fond d’épouvante.                 | Conturbatæ sunt gentes inclinata sunt regna dedit vocem suam mota est terra                     |
| 8      | יְהוָה צְבָאוֹת עִמָּנוּ; מִשְׂגָּב-לָנוּ אֱלֹהֵי יַעֲקֹב סֶלָה                        | L’Éternel des armées est avec nous, le Dieu de Jacob est pour nous une haute retraite. [Pause]                             | Dominus virtutum nobiscum susceptor noster Deus Iacob [diapsalma]                               |
| 9      | לְכוּ-חֲזוּ, מִפְעֲלוֹת יְהוָה-- אֲשֶׁר-שָׂם שַׁמּוֹת בָּאָרֶץ                        | Venez, contemplez les œuvres de l’Éternel, les ravages qu’il a opérés sur la terre !                                       | Venite et videte opera Domini quæ posuit prodigia super terram                                  |
| 10     | מַשְׁבִּית מִלְחָמוֹת, עַד-קְצֵה הָאָרֶץ:קֶשֶׁת יְשַׁבֵּר, וְקִצֵּץ חֲנִית; עֲגָלוֹת, יִשְׂרֹף בָּאֵשׁ | Il a brisé l’arc, et il a rompu la lance, il a consumé par le feu les chars de guerre.                                     | Auferens bella usque ad finem terræ arcum conteret et confringet arma et scuta conburet in igne |
| 11     | הַרְפּוּ וּדְעוּ, כִּי-אָנֹכִי אֱלֹהִים; אָרוּם בַּגּוֹיִם, אָרוּם בָּאָרֶץ                | Arrêtez, et sachez que je suis Dieu : Je domine sur les nations, je domine sur la terre.                                   | Vacate et videte quoniam ego sum Deus exaltabor in gentibus exaltabor in terra                  |
| 12     | יְהוָה צְבָאוֹת עִמָּנוּ; מִשְׂגָּב-לָנוּ אֱלֹהֵי יַעֲקֹב סֶלָה                        | L’Éternel des armées est avec nous, le Dieu de Jacob est pour nous une haute retraite. [Pause]                             | Dominus virtutum nobiscum susceptor noster Deus Iacob                                           |

## Usages liturgiques

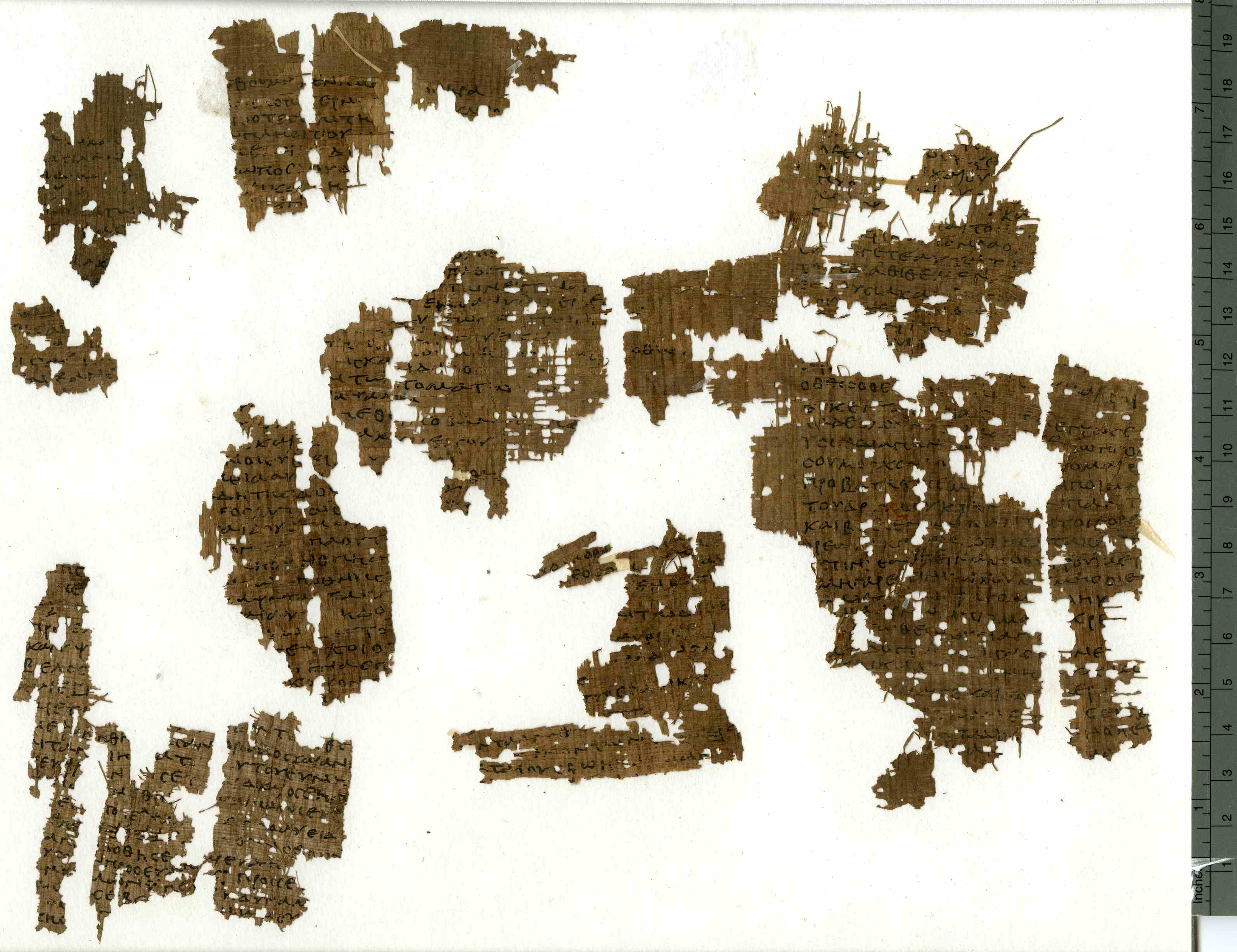
Papyrus Oxyrhynque 5101, la plus ancienne copie du psaume 46.

### Judaïsme
Le verset 8 du psaume 46 est le neuvième verset du V’hu Rachum pour Pesukei Dezimra, et fait aussi partie de Uva Letzion. Le verset 12 est une répétition du verset 8 du psaume et se trouve dans la Havdalah. Les Juifs du Yémen l’incluent aussi dans le Yehi Kivod.

### Christianisme

#### Dans l'Église catholique
Ce psaume était traditionnellement récité ou chanté lors de l'office de matines du mardi, après que saint Benoît de Nursie fixa sa règle de saint Benoît vers 530, essentiellement par ordre numérique des psaumes,.
Dans la liturgie des Heures actuelle, le psaume 46 est chanté ou récité à l’office des vêpres du vendredi de la première semaine.
Le verset 5 ... Le Très-Haut a sanctifié son tabernacle est traditionnellement interprété comme l'une des prophéties vétéro-testamentaires de la doctrine de l'Immaculée Conception, enseignant que la Vierge Marie sera conçue indemne du Péché originel.  

## Mise en musique
- Au XVIIe siècle, le compositeur Johann Pachelbel a réalisé un motet à partir du psaume 46 : Gott ist unser Zuversicht und Stärcke, et en 1699, Michel-Richard de Lalande aussi a composé son grand motet catalogué S.54
- Marc-Antoine Charpentier a composé vers 1690, un "Deus noster refugium", pour chœur, solistes, 2 dessus instrumentaux et basse continue, H.218. Jean-Philippe Rameau et Charles Levens ont aussi mis en musique ce Psaume.